# Wudangshan
Wudangshan (kinesiska, förenklat: 武当山, traditionellt:  武當山, pinyin: Wǔdāng Shān), tidigare känt som Wu Tang Shan, är en liten bergskedja i staden Danjiangkou, söder om Shiyan i Hubei-provinsen, Folkrepubliken Kina.
I gångna tider var Wudangshan känt för sina daoistiska kloster som fanns här. Klostren blev kända som ett akademiskt centrum för forskning, utbildning och praktiserande av meditation, kinesisk kampsport, traditionell kinesisk medicin, daoistiskt jordbruk och relaterade konster. Så tidigt som under Han-dynastin (25-220 e.Kr), fick berget kejsarens uppmärksamhet. Under Tangdynastin (618-907), uppfördes den första anläggningen - Fem drakars tempel. Klostren tömdes, skadades och lämnades att förfalla under och efter kulturrevolutionen 1966-1976, men Wudangshan har på senare tid fått en ökad uuppmärksamhet bland turister från andra delar av Kina och andra länder tack vare sin natursköna belägenhet och historiska värde. Klostren och byggnaderna blev ett världsarv 1994. Palatsen och templen i Wudangshan, vilka byggdes som ett organiserat komplex under Mingdynastin (1368-1644) innehåller daoistbyggnader från så tidigt som 600-talet. De representerar den högsta klassen av kinesisk konst och arkitektur över en period på nära 1 000 år. Bland templen kan nämnas Gyllene hallen, Nanyantemplet och Purpurmolnstemplet.
2003 brann det 600 år gamla Yuzhengongpalatset ned oavsiktligt av en anställd till en kampsportsskola.
Wudangshan dyker ofta upp i kinesiska kampsportsfilmer och har gett namn åt Wu-Tang Clan.